# Coupe des États-Unis de soccer
La Lamar Hunt U.S. Open Cup est une compétition américaine créée en 1914, alors sous le nom de National Challenge Cup, ouverte à toutes les équipes de soccer des États-Unis. Tous les clubs amateurs et professionnels peuvent y participer. En 1999, la Fédération des États-Unis de soccer qui organise la coupe honore Lamar Hunt, l'un des pionniers du soccer professionnel en Amérique du Nord en changeant le nom du tournoi en Lamar Hunt U.S. Open Cup, dénomination actuellement utilisée. Jusqu'en 1979, le trophée remis au vainqueur est la Dewar Cup, retirée à cette date en raison de sa dégradation et est aujourd'hui conservée au National Soccer Hall of Fame. Malgré tout, le nom du vainqueur est toujours gravé chaque année sur le trophée.
La National Challenge Cup est la première coupe de soccer à envergure nationale instaurée aux États-Unis puisque les précédentes compétitions se limitaient à des échelles régionales, ceci étant dû aux difficultés rencontrées dans une telle organisation et les grandes distances à parcourir au début du XXe siècle. Dès son origine, la coupe est régie par la Fédération des États-Unis de soccer qui délègue ce droit en 1985 à la United States Adult Soccer Association alors que la compétition est largement délaissée par les franchises de North American Soccer League avant d'en reprendre le contrôle en 1995 lorsque la compétition se rouvre aux professionnels. Historiquement, le vainqueur de la compétition est qualifié pour la Ligue des champions de la CONCACAF.
Le Maccabi Los Angeles de Californie et le Steel de Bethlehem de Pennsylvanie détiennent communément le record du nombre de titres avec cinq succès chacun tandis que le Greek American AA (New York) et les Seattle Sounders FC sont les seuls à avoir obtenu trois trophées consécutifs. Mais depuis 1996, les équipes de la Major League Soccer dominent l'épreuve et remportent toutes les éditions à l'exception de celle de 1999 lorsque les Raging Rhinos de Rochester (en deuxième division nord-américaine) s'imposent. Pour ce faire, ils battent le Fire de Chicago, le Burn de Dallas, le Crew de Columbus  et les Rapids du Colorado avec une victoire 2-0 en finale. En revanche, jamais une franchise de North American Soccer League n'a inscrit son nom au palmarès, préférant ne pas y participer.

## Histoire

### Des origines conflictuelles

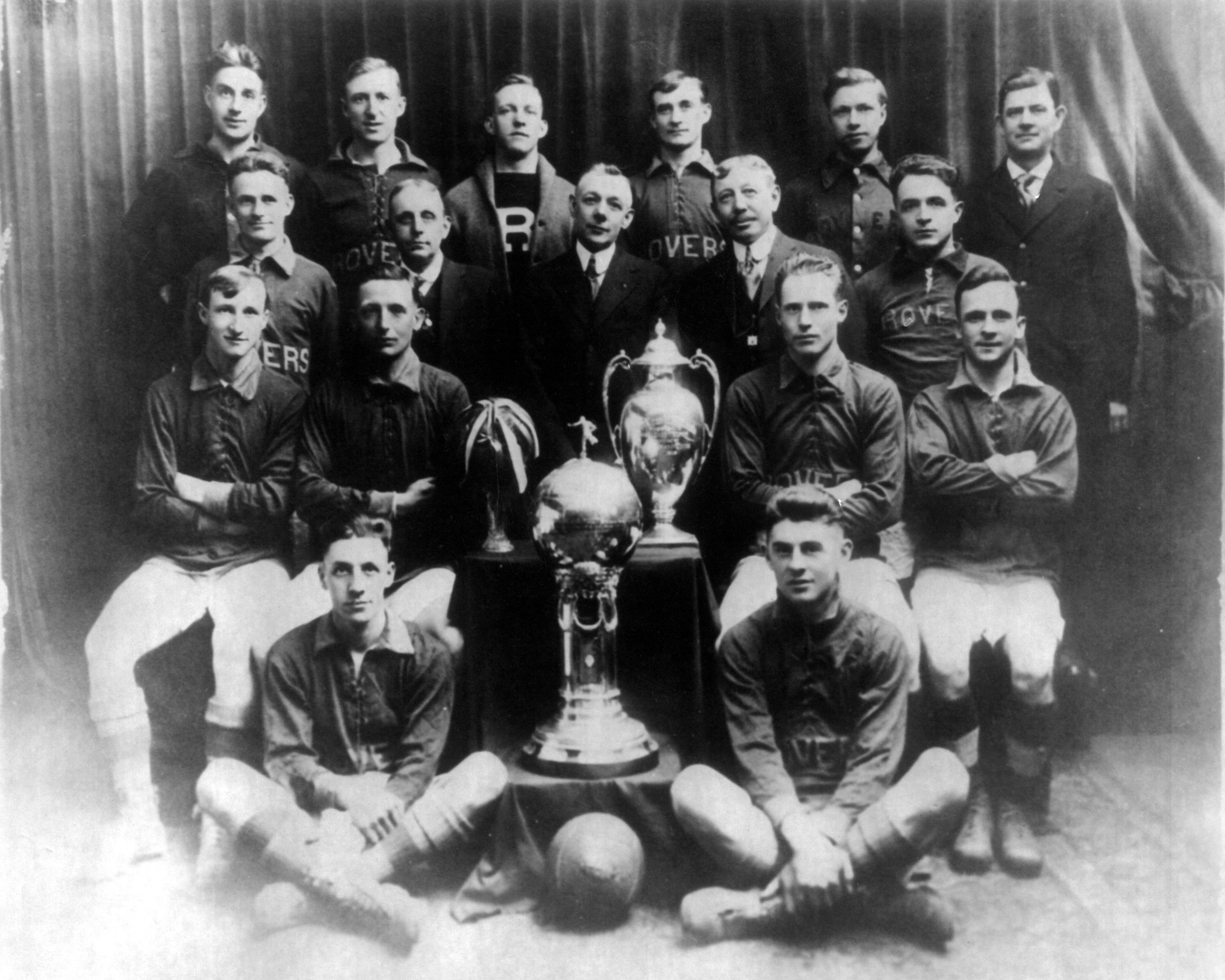
Les Fall River Rovers étaient l'une des rares équipes à remporter la National Challenge Cup et la American Cup.

Avant la création de la Fédération des États-Unis de soccer, le soccer aux États-Unis était organisé au niveau régional uniquement, avec des organisations régionales régissant les ligues locales. La American Football Association (AFA) est la première fédération d'envergure nationale à se mettre en place en 1884. La AFA tente alors de standardiser les règles de jeu pour les équipes évoluant dans le nord du New Jersey ainsi que dans le sud de l'État de New York. En moins de deux ans, de nombreuses équipes du nord-est du pays rejoignent les rangs de la AFA, provenant principalement de Pennsylvanie et du Massachusetts.
Un an seulement après sa fondation, la American Football Association organise la première coupe nationale aux États-Unis, mieux connue sous le nom de American Cup. Lors des douze premières années, ce sont les équipes du New Jersey et du Massachusetts qui dominent la compétition en remportant chaque année les honneurs. L'année 1897 marque la première fois où une formation basée en dehors de ces deux États soulève le trophée lorsque le Philadelphia Manz rapporte le trophée en Pennsylvanie. En raison de conflits internes avec la AFA, la coupe est suspendue en 1899 et ce, jusqu'en 1906. Les tensions amènent à un mouvement revendiquant la création d'une fédération nationale afin de s'occuper du soccer américain. S'appuyant sur sa position de plus ancienne organisation de soccer au pays et le succès de la American Cup, la American Football Association demande à être reconnue comme l'organisation suprême du soccer américain par la FIFA.
En octobre 1911, une organisation concurrente, la American Amateur Football Association (AAFA) est créée et s'étend rapidement en dehors du Nord-Est des États-Unis, en établissant une coupe alternative, la American Amateur Football Association Cup. Cette même année, la AFA et la AAFA formulent toutes deux une demande auprès de la FIFA pour obtenir la reconnaissance comme fédération nationale de soccer au pays. Dans le cadre de cette rivalité grandissante, plusieurs équipes quittent la AFA pour rejoindre la AAFA et, le 5 avril 1913, la décision de la FIFA permet d'entériner la réorganisation de la AAFA en cette fédération nationale tant attendue, alors connue sous le nom de United States Football Association qui prendra par la suite le nom de United States Soccer Federation (USFA) qui perdure encore aujourd'hui,. Dès lors, la USFA établit la National Challenge Cup (aujourd'hui Lamar Hunt US Open Cup) ce même automne. Cette dernière prend place et dépasse rapidement le statut de la American Cup. Et si les deux compétitions ont lieu en parallèle pour les dix années à venir, la perte de légitimité de la AFA mène, en 1917, au retrait de certaines de ses équipes de sa compétition, au profit de la National Challenge Cup. Avec la création par la USFA de la National Amateur Cup, comparable à la National Challenge Cup mais restreinte aux équipes amateurs, la fin de la American Cup est proche et sa dernière édition est jouée en 1924.

### La National Challenge Cup

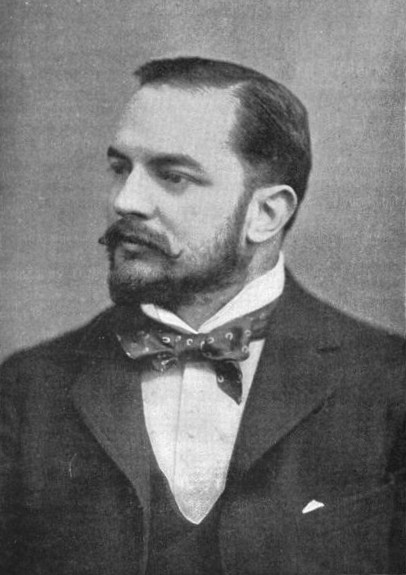
Thomas Dewar, premier Baron Dewar, fait don du premier trophée, la Dewar Cup pour les vainqueurs de la National Cup.

La coupe est créée en 1913 après que la FIFA reconnaisse la United States Football Association comme unique organisation compétente aux États-Unis. En 1914 est donc organisée l'édition inaugurale de la National Challenge Cup, origine de l'US Open Cup actuelle. La première finale voit s'affronter le Brooklyn Field Club et son rival local du Brooklyn Celtic. Jouée au Coates Field de Pawtucket de Rhode Island, la rencontre se termine par une victoire 2-1 du Field Club devant une foule de 10 000 spectateurs.

#### Les années de l'ASL
Jusqu'à la fin des années 1910, la compétition implique généralement de nombreuses équipes du Grand New York ou de la région de la Nouvelle-Angleterre. Mais avec la création de la American Soccer League, la coupe devient alors dominée par les équipes de la ligue et de la St. Louis Soccer League (STLSL). Un des premiers clubs de la STLSL à parvenir à briller en National Challenge Cup est Scullin Steel qui remporte l'édition 1922. Mais ce parcours demeure une exception tant les équipes de la ASL s'imposent dans le soccer américain, notamment le Bethlehem Steel, les Fall River Marskmen et le Paterson FC.

#### Conflits entre l'ASL et l'USFA

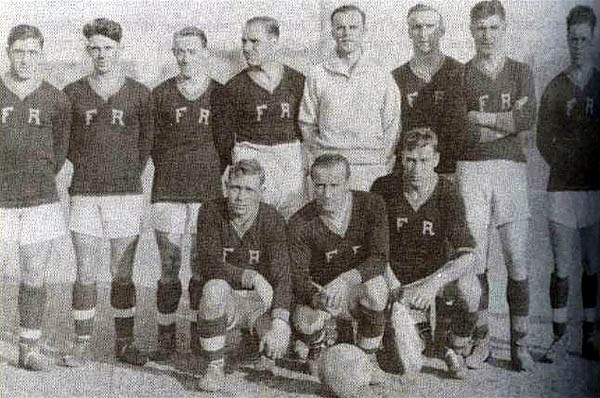
Les Fall River Marskmen remportent la coupe en 1924, 1927, 1930 et 1931.

La fin des années 1920 est connue sous le terme de « American Soccer Wars » (ou Guerres du soccer américain) dans l'Histoire du soccer américain. Ce conflit implique la American Soccer League et ses clubs ainsi que la National Challenge Cup. La cause du litige se situe au niveau de la reconnaissance de la ASL ou de la United States Football Association comme organisation suprême du soccer aux États-Unis. La situation initie de graves conséquences sur la popularité du soccer qui se poursuivront lors de la Grande Dépression. Cette guerre ouverte entre les deux organisations mène aussi à la chute et la dissolution de la American Soccer League, mettant alors fin à l'âge d'or du soccer américain.
À l'origine, ce conflit émerge lorsque les propriétaires des équipes se plaignent auprès de la fédération qui imposent à toutes les formations de ASL de participer de manière obligatoire à la National Challenge Cup, créant alors un fardeau financier perçu comme inutile par les propriétaires. À l'époque, les rencontres de Challenge Cup ont lieu au cœur de la saison de ASL, forçant les équipes de la ligue à voyager sur de longues distances par train ou bus afin de participer à la compétition avant de retourner dans le nord-est du pays pour les matchs de championnat. Par conséquent, la ASL boycotte l'édition 1924 de la National Challenge Cup.
En 1927, le litige s'élargit alors que la ASL est accusée par la FIFA de faire signer des joueurs européens déjà sous contrat avec des équipes du Vieux continent. Avec ce conflit et une apparente corruption dans le système de la ASL, le président de la USFA, Andrew Brown, se rend à Helsinki, en Finlande, pour le congrès de la FIFA de l'an 1927 avec l'espoir de faire lever les pénalités imposées à la ASL et la USFA.
D'autres problématiques soulevées font référence au modèle de ligue fermée caractéristique de la ASL ainsi que le manque de joueurs américains dans le championnat. En conséquence, les propriétaires des équipes de ASL souhaitent administrer leurs clubs à la manière des franchises de Major League Baseball sachant que nombre d'entre eux possèdent également des clubs de MLB en plus de ceux de ASL.
Dans une tentative de vouloir s'écarter de la National Challenge Cup, le propriétaire des New York Nationals, Charles Stoneham, propose que la ASL puisse créer sa propre coupe afin de déterminer le champion de la ligue et le meilleur club américain. Cette proposition est d'ailleurs à l'origine du système de séries éliminatoires (ou playoffs en anglais) qui suit généralement la saison régulière. De plus, le projet de Stoneham inclut la possibilité d'étendre la ligue dans le Midwest afin d'intégrer des équipes de l'Ohio et du Grand Saint-Louis dans une nouvelle division. Chaque division tiendrait alors son calendrier indépendamment de l'autre et les meilleures équipes de chaque division s'affronterait dans le tournoi de la ASL dans le but de déterminer le champion national. Avant la publication de ce projet, la National Challenge Cup est considérée comme la meilleure compétition de soccer aux États-Unis puisque chaque ligue professionnelle alors existante se focalise uniquement sur le développement régional au lieu de s'étendre au niveau national.

#### Les Soccer Wars
Le système de ligue fermée avec un nombre fixe d'équipes de la ASL empêche alors la réalisation du projet avancé par Stoneham. Dans ce projet, le tournoi de fin de saison, ou séries éliminatoires, connaîtrait un nombre stable d'équipes, au contraire de la National Challenge Cup qui est ouverte à toute équipe affiliée à la United States Football Association. Pour cette raison, plusieurs clubs comme le Bethlehem Steel FC, les New York Giants ou encore les Newark Skeeters rejettent la proposition et préfèrent s'inscrire à l'édition 1928 de la Challenge Cup, amenant à leur suspension de la ligue accompagnée d'une amende de 1 000 dollars,. Avec cette décision, la USFA suspend à son tour la ASL, formant un événement marquant des Soccer Wars. Ainsi, lors de la saison 1928-1929 de la American Soccer League, le Steel, les Giants et les Skeeters ne participent pas à la compétition et se joignent à des ligues semi-professionnelles pour former la Eastern Professional Soccer League.
Le soutien d'autres fédérations nationales à la USFA jumelé au manque à gagner dont fait face la ASL comme ligue non reconnue convainc cette dernière que le conflit est perdu. La guerre entre la USFA et la ASL se termine finalement en octobre 1929. À l'époque, la ASL a déjà commencé sa saison 1929-1930 et l'accord avec la USFA mène à un monitorat de la part de cette dernière pour la ligue qui prend alors le nom de Atlantic Coast League jusqu'au terme de la saison.

#### La Grande Dépression et la dissolution de l'ASL

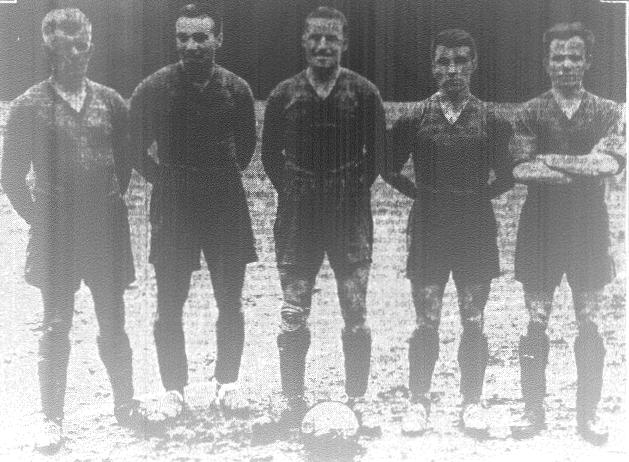
Les joueurs du Stix, Baer and Fuller qui dominent la compétition dans les années 1930.

Seulement deux semaines après l'accord entre la United States Football Association et la American Soccer League, le Krach de 1929 amène à une nouvelle donne. L'impact économique sur la ASL est immense et, au cours de la saison printanière de 1930, plusieurs clubs n'ont plus les moyens financiers d'aligner une équipe et ne terminent pas la saison. Au départ, les clubs les plus robustes économiquement ne subissent pas les conséquences du krach boursier et les Fall River Marskmen montrent l'exemple en remportant le doublé coupe-championnat,.
Alors que la Grande Dépression s'intensifie, la ASL cesse ses activités après la saison automnale de 1932, la quinzième de son existence. Au pic de la crise financière, les rares équipes encore en vie forment une seconde version de la ASL qui débute en 1933. Malgré tout, la force de la Grande Dépression limite les capacités économiques et sportives des équipes qui alignent des joueurs d'un calibre moindre à l'ancienne ASL et peu d'étrangers, favorisant un désintérêt populaire envers la ligue. Cette étape marque le début d'une ère sombre pour le soccer américain et la National Challenge Cup subit le même impact en étant moins médiatisée.
Bien que la popularité du soccer aux États-Unis soit clairement en déclin durant cette période, quelques régions continuent à voir un soutien populaire important pour ce sport, notamment envers les équipes ethniques et d'expatriés. Parmi ces zones métropolitaines, on peut retrouver le Midwest, la Nouvelle-Angleterre, le Grand New York ainsi que le Grand Saint-Louis. Cette popularité régionale est illustrée par le palmarès de la National Challenge Cup entre la Grande Dépression et la Seconde Guerre mondiale. Lors de cette période, les champions sont autant des équipes semi-professionnelles qu'au statut amateur, parfois composées d'internationaux américains qui travaillent alors à temps partiel en plus de leur activité sportive.

#### La période de la Seconde Guerre mondiale
Alors que la Seconde Guerre mondiale fait rage, la National Challenge Cup continue à être tenue, à l'inverse des compétitions européennes. Au début des années 1940, la compétition est alors dominée par les équipes du Nord-Est des États-Unis, particulièrement le Brooklyn Hispano (1943 et 1944) et leurs rivaux locaux du Brookhattan (1945 et finale en 1948). D'autres équipes comme le Pawtucket FC, le Ponta Delgada SC, et Morgan Strasser atteignent aussi la finale à plusieurs reprises tout en remportant chacune un titre.

### De la ASL à la MLS
Avec l'arrêt de la première American Soccer League et le déclin du nombre de formations professionnelles dans sa seconde version, la compétition commence à être dominée par des équipes au statut amateur. Du milieu des années 1940 au milieu des années 1990, aucun club professionnel ne participe à la coupe et la fédération américaine accorde alors les droits de gestion de la compétition à la United States Adult Soccer Association qui organise aujourd'hui les ligues inférieures (niveau cinq et moins) du soccer américain. En réalité, les franchises de la North American Soccer League, première division de 1968 à 1984, déclinent les invitations, considérant que l'ajout d'une compétition nationale créerait une diversion vis-à-vis des séries éliminatoires de fin de saison dans la ligue, rajoutant que l'intérêt dans la NASL en serait amoindri.

#### Domination des grandes villes
À partir de la fin de la Seconde Guerre mondiale, la National Cup est dominée par les équipes basées dans le cœur des grandes agglomérations comme le Grand New York, le Grand Los Angeles ou Philadelphie. Ainsi, de 1959 à 1975, seules ces trois agglomérations voient une de leurs équipes inscrire leur nom au palmarès, jusqu'à ce que le San Francisco Italian Athletic Club, club issu de la région de la baie de San Francisco, ne mette la main sur le trophée en 1976.
Dans les premières années de la décennie 1960, le tournoi est monopolisé par les Philadelphia Ukrainians et leurs compatriotes expatriés des New York Ukrainians, faisant émerger une forte rivalité entre les deux villes. Malgré tout, l'issue de cette rivalité ne peut jamais se décider en finale de la coupe en raison du découpage Est/Ouest de la compétition au cours de laquelle une finale classique oppose une équipe du Mid-Atlantic ou de Nouvelle-Angleterre à une formation du Grand Los Angeles ou de la région de la baie de San Francisco en Californie. La fin de la domination de la part des équipes ethniques ukrainiennes intervient à une période où la Cosmopolitan Soccer League s'impose progressivement comme la ligue régionale par excellence, étant particulièrement bien représentée dans la compétition par les Greek American Atlas. Ces derniers soulèvent le trophée durant trois années consécutives, remportant leur première coupe en 1967 contre le Orange County FC. En 1970, cette série victorieuse s'éteint par une défaite en demi-finale contre le Elizabeth SC.

#### Les finales Los Angeles - New York
De la fin des années 1970 au cœur des années 1980, la National Cup est le théâtre de grands affrontements entre les équipes de Los Angeles et celles de New York avec deux des meilleures équipes au statut amateur au pays, les New York Pancyprian-Freedoms, qui remportent trois titres entre 1979 et 1982, et le Maccabi Los Angeles qui atteint la finale sept fois en neuf ans (de 1975 à 1984). Par deux reprises, ces équipes s'affrontent directement en finale, lors des éditions 1980 et 1982 où la formation new-yorkaise s'impose sur le Maccabi.

### Nouvelle ère avec la MLS

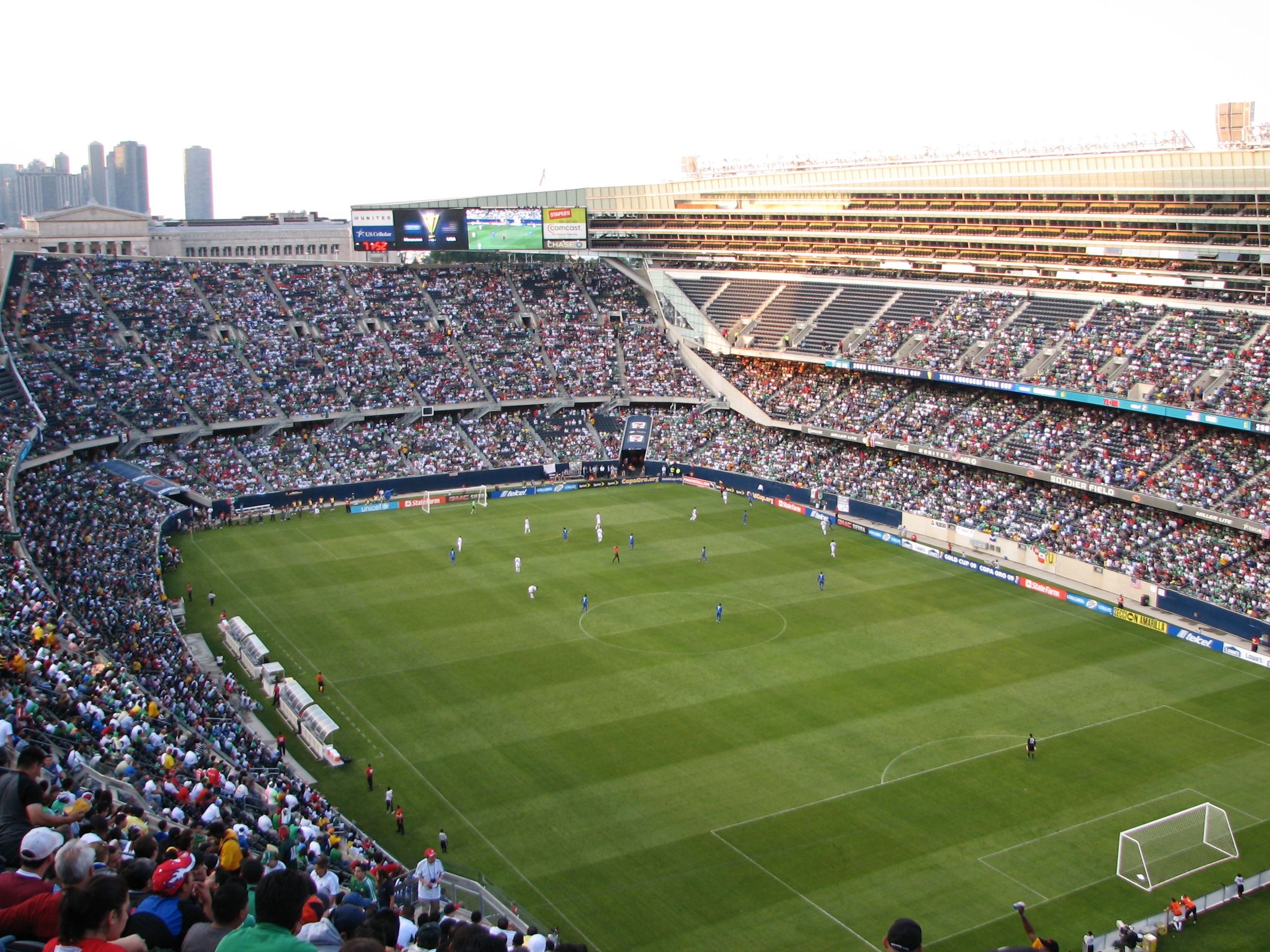
Le Soldier Field de Chicago accueille sa première finale depuis 1928.

À partir de l'édition 1995, la Fédération des États-Unis de soccer exige que toute équipe professionnelle participe à la compétition. Cette année, la coupe voit s'engager des équipes professionnelles et d'autres au statut amateur, pour la première fois depuis 45 ans.
Cette évolution dans le règlement a de lourdes conséquences pour les formations du monde amateur puisque aucune d'entre elles ne remporte la compétition depuis 1995. Avec l'arrivée de la Major League Soccer en 1996, les franchises de la ligue ont la possibilité de s'inscrire pour la coupe. Pour l'édition 2006, une nouvelle règle entre en vigueur et les équipes de MLS ont l'obligation de participer aux tours préliminaires. Depuis leur entrée dans le circuit, les formations de Major League Soccer se sont partagé les honneurs chaque année, à l'exception de l'édition 1999 où les Rochester Raging Rhinos (A-League) soulèvent le trophée. En quelques années, le Chicago Fire, les Seattle Sounders FC et le Sporting Kansas City inscrivent à quatre reprises leur nom au palmarès, revenant au niveau des Fall River Marksmen, du Greek American AA et des Philadelphia Ukrainians, également quatre fois vainqueurs de la compétition.
Malgré les nombreux succès des franchises de Major League Soccer dans la Lamar Hunt US Open Cup, la compétition a toujours été considérée comme secondaire dans le paysage du soccer nord-américain tandis que les équipes au statut amateur, et plus particulièrement celles jouant au niveau local, voient la coupe comme l'occasion de se mettre en lumière et connaître un moment de gloire.

#### Nouveau nom pour la coupe
En 1998, la Fédération des États-Unis de soccer fait passer une motion afin de rebaptiser la compétition en Lamar Hunt U.S. Open Cup à compter de l'édition 1999, en honneur de Lamar Hunt, considéré comme l'un des grands pionniers du soccer en Amérique du Nord ayant largement favorisé le développement de ce sport au pays. Hunt est alors propriétaire de trois franchises de la Major League Soccer, fondateur de cette jeune ligue et bâtisseur de la défunte North American Soccer League.

#### Nouvelle popularité et dynastie de Seattle
Depuis les débuts de la Major League Soccer, les franchises de la ligue n'attirent pas autant en Open Cup les foules que lorsque des rencontres de saison régulière. De nombreux observateurs attribuent cette situation au fait que la majorité des rencontres des équipes de la ligue dans la compétition ont lieu en milieu de semaine face à des équipes de divisions inférieures, attirant moins les partisans. En raison du manque d'intérêt lié à la coupe, les équipes de MLS font tourner leurs effectifs et jouent leurs rencontres dans des stades souvent plus petits, que ce soit des terrains universitaires, d'écoles secondaires ou encore leurs infrastructures d'entraînements. Dans ces cas, on retrouve les Seattle Sounders qui jouent au Starfire Sports Complex ou le DC United au Maryland SoccerPlex et au George Mason Stadium.

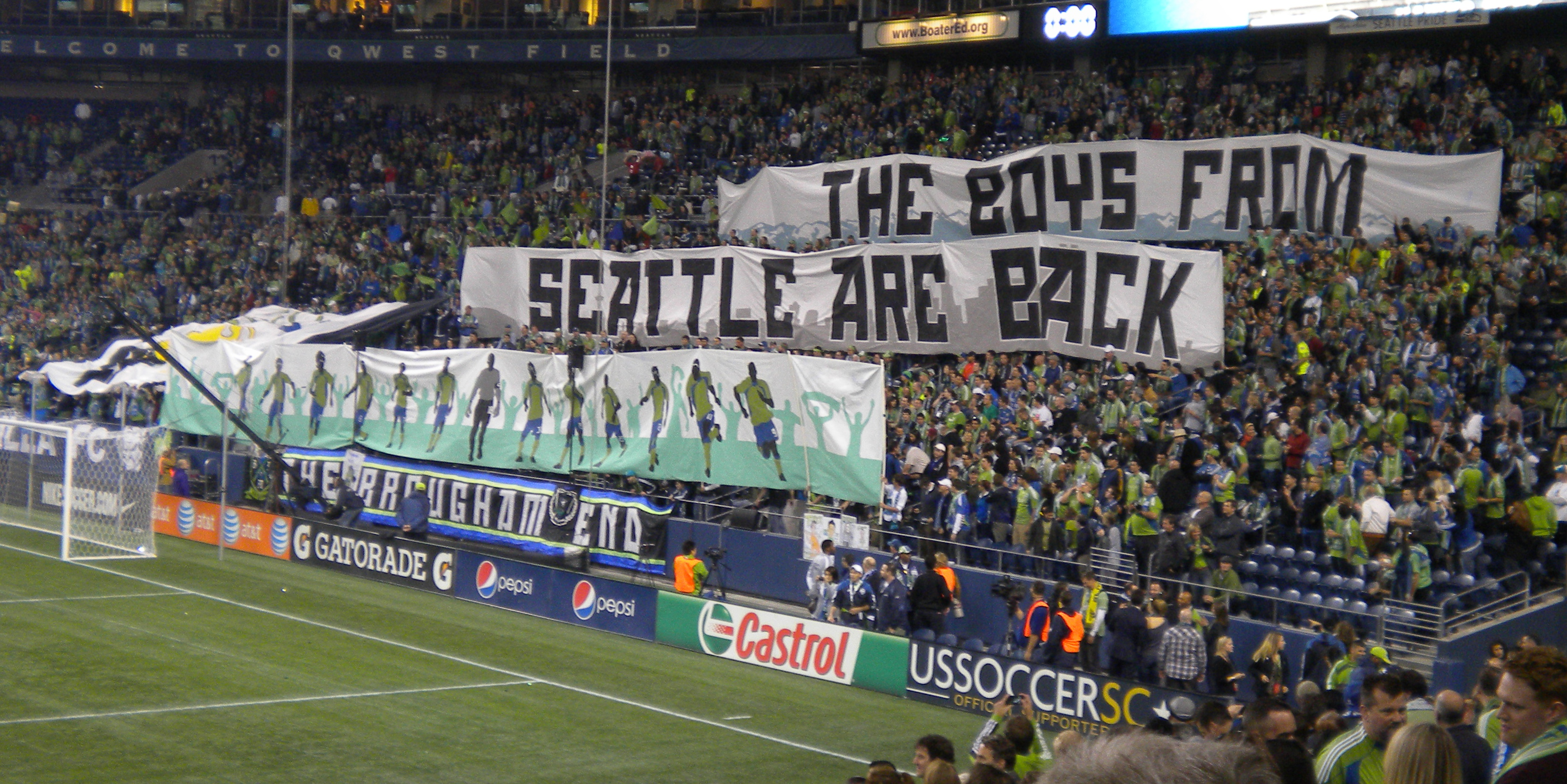
Les Emerald City Supporters, un groupe de partisans des Sounders déployant un tifo avant la finale en 2010.

Malgré le manque d'engouement que suscite l'Open Cup, des signes indiquent une recrudescence de la popularité de la compétition, notamment en raison de la reconnaissance de son histoire. Ainsi, la finale de l'édition 2009 attire une foule de 17 239 spectateurs au RFK Stadium, la seconde plus important des années 2000. L'année suivante, les Seattle Sounders FC accueille la finale, réunissant 31 311 partisans au Qwest Field tout en remportant le trophée. Cette affluence devient la plus grande de l'histoire de la compétition, surpassant les 21 583 spectateurs de la finale retour en 1929. Cette ferveur à l'occasion de la finale de l'édition 2010 est perçue comme étant liée à la volonté des Sounders de défendre leur titre devant une large base de partisans. Cette finale ne fait pourtant pas figure d'exception dans la période récente puisque les finales suivantes sont parmi les plus suivies, et plus particulièrement celle de 2011 qui détient aujourd'hui le nouveau record d'affluence avec 35 615 spectateurs se retrouvant une fois encore à Seattle.
Dans sa quête pour remporter un quatrième titre consécutif, Seattle est renversé par le Sporting de Kansas City en 2012 lors d'une série de tirs au but. L'année suivante, les Sounders sont incapables de revenir en finale mais l'atteignent en 2014 et l'emportent contre le Union de Philadelphie.

## Format de la compétition
La US Open Cup est une compétition à élimination directe mettant aux prises 91 équipes lors de l'édition 2016. Parmi l'ensemble des formations inscrites, on retrouve 43 équipes professionnelles (Major League Soccer, North American Soccer League et United Soccer League) ainsi que 48 équipes au statut amateur issues de Premier Development League, de National Premier Soccer League, de United States Adult Soccer Association, US Club Soccer et United States Speciality Sports Association. Le premier tour n'implique que des équipes de niveau amateur avant l'entrée des équipes professionnelles selon des critères géographiques.
Avec la réforme de la Ligue des champions de la CONCACAF, le vainqueur de la US Open Cup obtient le droit de participer à la compétition, la première obtenant ce privilège est donc le champion de l'édition 2007, le New England Revolution.

### Qualifications
Jusqu'en 2011, seules huit équipes de chaque niveau prenaient part à la coupe, chaque ligue procédant indépendamment à une phase qualificative préliminaire. Dans certains cas comme celui de la Major League Soccer, les deux premières équipes de la dernière saison régulière sont automatiquement qualifiées, les dernières places pour la coupe étant alors disputées à travers une phase qualificative.
À partir de 2012, le nombre d'équipes engagées dans la compétition progresse de 40 à 64 tandis que les tours préliminaires sont entièrement revus. La National Premier Soccer League reçoit alors six places et peut en obtenir une supplémentaire en inscrivant une équipe au tour préliminaire qui fait face à une formation de US Club Soccer. De son côté, la United States Adult Soccer Association dispose de neuf places, contre seize en Premier Development League. Chacune de ces ligues procède à ses propres qualifications afin de déterminer les équipes les représentants. Au total, ces 32 équipes s'affrontent au premier tour de la compétition, les seize vainqueurs se qualifiant pour le second tour et obtiennent le droit de jouer contre les équipes de USL Pro ou de North American Soccer League. Ce n'est qu'au troisième tour que les franchises de Major League Soccer basées aux États-Unis rentrent en lice.
Avec l'édition 2013, la coupe passe à 68 participants. Toutes les franchises professionnelles des trois premiers niveaux sont automatiquement qualifiées, avec seize équipes de MLS, six de NASL et douze de USL Pro. Les 34 autres places sont offertes aux ligues de niveau amateur (seize de PDL, huit de NPSL, huit de USASA, une de US Club Soccer et une de USSSA). Alors qu'auparavant, l'équipe hôte des demi-finales et de la finale était désignée à la suite d'un mécanisme d'enchères, le processus évolue vers une désignation aléatoire en 2013.
En 2015, la Fédération des États-Unis de soccer annonce que le tableau final est figé à partir des huitièmes de finale. Ainsi, alors que ce tableau évoluait après chaque tour jusqu'en 2015, les équipes sont disposées dans des groupes établis en fonction de critères géographiques, empêchant l'affrontement de certaines équipes avant la finale. Le 18 juin 2015, la fédération annonce également un nouveau processus d'entrée pour l'édition 2016. En effet, les équipes issues des ligues amateures nationales (PDL et NPSL) voulant participer à cette édition obtiendront leur billet en fonction de leur classement au cours de la saison régulière. Les équipes provenant des ligues régionales doivent passer à travers un processus de qualification impliquant trois rencontres à l'automne 2015 puis deux au printemps 2016, avec des rencontres déterminées en fonction de critères géographiques. Depuis 2016, toutes les équipes des divisions I (MLS), II (NASL) et III (USL) obtiennent une place automatique dans la compétition, à l'exception des équipes opérées par des franchises professionnelles d'un niveau supérieur. Cette nouvelle règle exclut donc le Bethlehem Steel FC, le Galaxy II de Los Angeles, les Red Bulls II de New York, le Orlando City B, les Timbers 2 de Portland, les Real Monarchs, les Sounders 2 de Seattle et les Rangers de Swope Park de la coupe. Le 28 mars suivant, le comité de la US Open Cup révise les critères d'éligibilité pour entrer dans la compétition, statuant que les équipes dont l'effectif est géré par une franchise professionnelle sont inéligibles ; cette décision impactant alors les Rio Grande Valley FC Toros (Dynamo de Houston) qui sont alors écartés.

### Désignation de l'équipe hôte
Jusqu'à l'édition 2011, la désignation du club hôte se faisait par un système d'enchères qui était très controversé et critiqué, notamment par les clubs amateurs ou semi-pros, la fédération a décidé de passer à un système de désignation par tirage au sort afin de ne pas défavoriser les clubs avec un petit budget,.

### Évolution du logo

Logo de 1995 à avril 2016.
Logo depuis le 5 avril 2016.

## Palmarès
| #   | Édition      | Vainqueur                                              | Score                                                  | Finaliste                                              | Stade                                                     | Ville                                                          | Affluence                                              |
| --- | ------------ | ------------------------------------------------------ | ------------------------------------------------------ | ------------------------------------------------------ | --------------------------------------------------------- | -------------------------------------------------------------- | ------------------------------------------------------ |
| 1   | 1913-1914    | Brooklyn Field Club                                    | 2-1                                                    | Brooklyn Celtic                                        | Coates Field                                              | Pawtucket, Rhode Island                                        | 10 000                                                 |
| 2   | 1914-1915    | Bethlehem Steel FC                                     | 3-1                                                    | Brooklyn Celtic                                        | Taylor Field                                              | Bethlehem, Pennsylvanie                                        | 7 500                                                  |
| 3   | 1915-1916    | Bethlehem Steel FC (2)                                 | 1-0                                                    | Fall River Rovers                                      | Coates Field                                              | Pawtucket, Rhode Island                                        | 10 000                                                 |
| 4   | 1916-1917    | Fall River Rovers                                      | 1-0                                                    | Bethlehem Steel FC                                     | Coates Field                                              | Pawtucket, Rhode Island                                        | 7 000                                                  |
| 5   | 1917-1918    | Bethlehem Steel FC (3)                                 | 2-2 3-0                                                | Fall River Rovers                                      | Heritage Park Federal League Park                         | Fall River, Massachusetts Harrison, New Jersey                 | 13 000 7 000                                           |
| 6   | 1918-1919    | Bethlehem Steel FC (4)                                 | 2-0                                                    | Paterson FC                                            | Athletic Field                                            | Fall River, Massachusetts                                      | 10 000                                                 |
| 7   | 1919-1920    | Ben Millers                                            | 2-1                                                    | Fore River                                             | Handlan's Park                                            | St. Louis, Missouri                                            | 12 000                                                 |
| 8   | 1920-1921    | Robins Dry Dock                                        | 4-2                                                    | Scullin Steel                                          | Athletic Field                                            | Fall River, Massachusetts                                      | 8 000                                                  |
| 9   | 1921-1922    | Scullin Steel                                          | 3-2                                                    | Todd Shipyards                                         | High School Field                                         | St. Louis, Missouri                                            | 8 000                                                  |
| 10  | 1922-1923    | Paterson FC                                            | 2-2 3-0 (forfait)                                      | Scullin Steel                                          | Federal Park Handlan's Park                               | Harrison St. Louis, Missouri                                   | 15 000 Non jouée                                       |
| 11  | 1923-1924    | Fall River Marksmen                                    | 4-2                                                    | Vesper Buick                                           | High School Field                                         | St. Louis, Missouri                                            | 14 000                                                 |
| 12  | 1924-1925    | Shawsheen Indians                                      | 3-0                                                    | Chicago Canadian Club                                  | Mark's Stadium                                            | North Tiverton, Rhode Island                                   | 2 500                                                  |
| 13  | 1925-1926    | Bethlehem Steel FC (5)                                 | 7-2                                                    | Ben Millers                                            | Ebbets Field                                              | Brooklyn, New York                                             | 18 000                                                 |
| 14  | 1927         | Fall River Marksmen (2)                                | 7-0                                                    | Holley Carburetor FC                                   | University of Detroit Stadium                             | Detroit                                                        | 10 000                                                 |
| 15  | 1928         | New York Nationals                                     | 1-1 3-0                                                | Chicago Bricklayers                                    | Polo Grounds Soldier Field                                | New York Chicago                                               | 16 000 15 000                                          |
| 16  | 1928-1929    | New York Hakoah                                        | 2-0 3-0                                                | St. Louis Madison Kennel                               | Sportsman's Park Dexter Park                              | St. Louis, Missouri Queens, New York                           | 15 000 21 583                                          |
| 17  | 1929-1930    | Fall River Marksmen (3)                                | 7-2 2-1                                                | Cleveland Bruell                                       | Polo Grounds Luna Park                                    | New York Cleveland                                             | 10 000 3 500                                           |
| 18  | 1931         | Fall River Marksmen (4)                                | 6-2 1-1 2-0                                            | Chicago Bricklayers                                    | Polo Grounds Mills Stadium Sparta Field                   | New York Chicago, Illinois Chicago, Illinois                   | 12 000 8 000 4 500                                     |
| 19  | 1932         | New Bedford Whalers                                    | 3-3 2-1                                                | Stix, Baer and Fuller                                  | Sportsman's Park                                          | St. Louis, Missouri St. Louis, Missouri                        | 7 181 7 371                                            |
| 20  | 1933         | Stix, Baer and Fuller                                  | 1-0 2-1                                                | New York Americans                                     | Sportsman's Park Starlight Park                           | St. Louis, Missouri Bronx, New York                            | 15 200 4 200                                           |
| 21  | 1934         | Stix, Baer and Fuller (2)                              | 4-2 2-3 5-0                                            | Pawtucket Rangers                                      | Walsh Memorial Stadium Coats Field Walsh Memorial Stadium | St. Louis, Missouri Pawtucket, Rhode Island St Louis, Missouri | 7 122 4 500 7 657                                      |
| 22  | 1935         | St. Louis Central Breweries (3)                        | 5-2 1-1 1-3                                            | Pawtucket Rangers                                      | Walsh Memorial Stadium Coats Field Walsh Memorial Stadium | St. Louis, Missouri Pawtucket, Rhode Island St Louis, Missouri | 4 500 4 000 3 000                                      |
| 23  | 1936         | Uhrik Truckers                                         | 2-2 3-0                                                | St. Louis Shamrocks                                    | Walsh Memorial Stadium Rifle Club Grounds                 | St. Louis, Missouri Philadelphie, Pennsylvanie                 | 3 400 8 000                                            |
| 24  | 1937         | New York Americans                                     | 0-1 4-2                                                | St. Louis Shamrocks                                    | Public Schools Stadium Starlight Park                     | St. Louis, Missouri Bronx, New York                            | 5,083 6,000                                            |
| 25  | 1938         | Chicago Sparta                                         | 3-0 3-2                                                | Brooklyn St. Mary's Celtic                             | Sparta Stadium Starlight Park                             | Chicago, Illinois Bronx, New York                              | 4 000 10 000                                           |
| 26  | 1939         | Brooklyn St. Mary's Celtic                             | 1-0 4-1                                                | Chicago Manhattan Beer                                 | Sparta Stadium Starlight Park                             | Chicago, Illinois Bronx, New York                              | 5 000 8 000                                            |
| 27  | 1940         | Baltimore SC                                           | 1-1 2-2 a. p.                                          | Sparta Fallstaff                                       | Bugle Field Sparta Stadium                                | Baltimore, Maryland Chicago, Illinois                          | Inconnue                                               |
| 28  | 1941         | Pawtucket FC                                           | 4-2 4-3 a. p.                                          | Detroit Chrysler                                       | Inconnu                                                   | Pawtucket, Rhode Island Detroit                                | Inconnue                                               |
| 29  | 1942         | Pittsburgh Gallatin                                    | 2-1 4-2                                                | Pawtucket FC                                           | Legion Field Coates Field                                 | Donora, Pennsylvanie Pawtucket, Rhode Island                   | Inconnue                                               |
| 30  | 1943         | Brooklyn Hispano                                       | 2-2 a. p. 3-2                                          | Morgan Strasser                                        | Starlight Park                                            | Bronx, New York Bronx, New York                                | Inconnue                                               |
| 31  | 1944         | Brooklyn Hispano (2)                                   | 4-0                                                    | Morgan Strasser                                        | Polo Grounds                                              | New York                                                       | Inconnue                                               |
| 32  | 1945         | Brookhattan                                            | 4-1 2-1                                                | Cleveland Americans                                    | Starlight Park Shaw Field                                 | Bronx, New York Cleveland, Ohio                                | Inconnue                                               |
| 33  | 1946         | Chicago Viking AA                                      | 1-1 2-1                                                | Ponta Delgada SC                                       | Mark's Stadium Comiskey Park                              | North Tiverton, Rhode Island Chicago, Illinois                 | Inconnue                                               |
| 34  | 1947         | Ponta Delgada SC                                       | 6-1 3-2                                                | Chicago Sparta                                         | Inconnu Sparta Stadium                                    | Fall River, Massachusetts Chicago, Illinois                    | Inconnue                                               |
| 35  | 1948         | St. Louis Simpkins-Ford                                | 3-2                                                    | Brookhattan-Galicia                                    | Sportsman's Park                                          | St. Louis, Missouri                                            | 2 226                                                  |
| 36  | 1949         | Morgan Strasser                                        | 0-1 4-2                                                | Philadelphia Nationals                                 | Holmes Stadium Bridgeville Park                           | Philadelphie, Pennsylvanie Pittsburgh, Pennsylvanie            | Inconnue 1 000                                         |
| 37  | 1950         | St. Louis Simpkins-Ford (2)                            | 2-0 1-1                                                | Ponta Delgada SC                                       | Inconnu                                                   | St. Louis, Missouri Tiverton, Rhode Island                     | Inconnue                                               |
| 38  | 1951         | New York German-Hungarian SC                           | 2-4 6-2 a. p.                                          | Heidelberg SC                                          | Inconnu Metropolitan Oval                                 | Pittsburgh, Pennsylvanie Queens, New York                      | Inconnue                                               |
| 39  | 1952         | Harmarville Hurricanes                                 | 3-4 4-1 a. p.                                          | Philadelphia Nationals                                 | Inconnu                                                   | Philadelphie, Pennsylvanie Harmarville, Pennsylvanie           | Inconnue                                               |
| 40  | 1953         | Chicago Falcons                                        | 2-0 1-0                                                | Harmarville Hurricanes                                 | Sparta Stadium Inconnu                                    | Chicago, Illinois Harmarville, Pennsylvanie                    | Inconnue                                               |
| 41  | 1954         | New York Americans (2)                                 | 1-1 2-0                                                | St. Louis Kutis SC                                     | Inconnu Triborough Stadium                                | St. Louis, Missouri Randall's Island, New York                 | Inconnue                                               |
| 42  | 1955         | SC Eintracht                                           | 2-0                                                    | Los Angeles Danes                                      | Rancho La Cienega Stadium                                 | Los Angeles, Californie                                        | Inconnue                                               |
| 43  | 1956         | Harmarville Hurricanes (2)                             | 0-1 3-1 a. p.                                          | Chicago Schwaben                                       | Winnemac Park Stadium Consumer Field                      | Chicago, Illinois Harmarville, Pennsylvanie                    | Inconnue 5 000                                         |
| 44  | 1957         | St. Louis Kutis SC                                     | 3-1                                                    | New York Hakoah                                        | Inconnu Zerega Oval                                       | St. Louis, Missouri Bronx, New York                            | Inconnue                                               |
| 45  | 1958         | Los Angeles Kickers                                    | 2-1 a. p.                                              | Baltimore Pompei                                       | Inconnu                                                   | Baltimore, Maryland                                            | Inconnue                                               |
| 46  | 1959         | McIlvaine Canvasbacks                                  | 4-3                                                    | Fall River SC                                          | Rancho La Cienega Stadium                                 | Los Angeles, Californie                                        | Inconnue                                               |
| 47  | 1960         | Philadelphia Ukrainian Nationals                       | 5-3 a. p.                                              | Los Angeles Kickers                                    | Edison Field                                              | Philadelphie, Pennsylvanie                                     | Inconnue                                               |
| 48  | 1961         | Philadelphia Ukrainian Nationals (2)                   | 2-2 5-2                                                | Los Angeles Scots                                      | Rancho La Cienega Stadium Inconnu                         | Los Angeles, Californie Philadelphie, Pennsylvanie             | Inconnue                                               |
| 49  | 1962         | New York Hungaria                                      | 3-2                                                    | San Francisco Scots                                    | Eintracht Oval                                            | New York                                                       | Inconnue                                               |
| 50  | 1963         | Philadelphia Ukrainian Nationals (3)                   | 1-0 a. p.                                              | Los Angeles Armenians                                  | Inconnu                                                   | Philadelphie, Pennsylvanie                                     | Inconnue                                               |
| 51  | 1964         | Los Angeles Kickers (2)                                | 2-2 a. p. 2-0                                          | Philadelphia Ukrainian Nationals                       | Cambria Field Wrigley Field                               | Philadelphie, Pennsylvanie Los Angeles, Californie             | Inconnue                                               |
| 52  | 1965         | New York Ukrainians                                    | 1–1 4–1 a. p.                                          | Chicago Hansa                                          | Ukrainians Field Hanson Stadium                           | New York Chicago, Illinois                                     | Inconnue                                               |
| 53  | 1966         | Philadelphia Ukrainian Nationals (4)                   | 1-0 3-0                                                | Orange County Soccer Club                              | Rancho La Cienega Stadium Inconnu                         | Los Angeles, Californie Philadelphie, Pennsylvanie             | Inconnue                                               |
| 54  | 1967         | Greek American AA                                      | 4-2                                                    | Orange County Soccer Club                              | Eintracht Oval                                            | New York                                                       | 2 500                                                  |
| 55  | 1968         | Greek American AA (2)                                  | 1-1 1-0                                                | Chicago Olympic                                        | Hanson Stadium Eintracht Oval                             | Chicago, Illinois New York                                     | Inconnue                                               |
| 56  | 1969         | Greek American AA (3)                                  | 1-0                                                    | Montabello Armenians                                   | Inconnu                                                   | Inconnue                                                       | Inconnue                                               |
| 57  | 1970         | Elizabeth SC                                           | 2-1                                                    | Los Angeles Croatia                                    | Inconnu                                                   | Inconnue                                                       | Inconnue                                               |
| 58  | 1971         | New York Hota                                          | 6-4 a. p.                                              | San Pedro Yugoslavs                                    | Inconnu                                                   | Inconnue                                                       | Inconnue                                               |
| 59  | 1972         | Elizabeth SC (2)                                       | 1-0                                                    | San Pedro Yugoslavs                                    | Inconnu                                                   | Inconnue                                                       | Inconnue                                               |
| 60  | 1973         | Maccabi Los Angeles                                    | 5-3 a. p.                                              | Cleveland Inter                                        | Rancho La Cienega Stadium                                 | Los Angeles, Californie                                        | Inconnue                                               |
| 61  | 1974         | Greek American AA (4)                                  | 2-0                                                    | Chicago Croatian                                       | Inconnu                                                   | Inconnue                                                       | Inconnue                                               |
| 62  | 1975         | Maccabi Los Angeles (2)                                | 1-0                                                    | New York Inter-Giuliana                                | Inconnu                                                   | Inconnue                                                       | Inconnue                                               |
| 63  | 1976         | San Francisco IAC                                      | 1-0                                                    | New York Inter-Giuliana                                | Inconnu                                                   | Inconnue                                                       | Inconnue                                               |
| 64  | 1977         | Maccabi Los Angeles (3)                                | 5-1                                                    | Philadelphia United German-Hungarians                  | Inconnu                                                   | Inconnue                                                       | Inconnue                                               |
| 65  | 1978         | Maccabi Los Angeles (4)                                | 2-0                                                    | Bridgeport Vasco da Gama                               | Inconnu                                                   | Inconnue                                                       | Inconnue                                               |
| 66  | 1979         | Brooklyn Dodgers SC                                    | 2-1                                                    | Chicago Croatian                                       | Inconnu                                                   | Inconnue                                                       | Inconnue                                               |
| 67  | 1980         | New York Pancyprian-Freedoms                           | 3-2                                                    | Maccabi Los Angeles                                    | Inconnu                                                   | Inconnue                                                       | Inconnue                                               |
| 68  | 1981         | Maccabi Los Angeles (5)                                | 5-1                                                    | Brooklyn Dodgers SC                                    | Inconnu                                                   | Inconnue                                                       | Inconnue                                               |
| 69  | 1982         | New York Pancyprian-Freedoms (2)                       | 4-3 a. p.                                              | Maccabi Los Angeles                                    | Inconnu                                                   | Inconnue                                                       | Inconnue                                               |
| 70  | 1983         | New York Pancyprian-Freedoms (3)                       | 4-3                                                    | St. Louis Kutis SC                                     | Inconnu                                                   | Inconnue                                                       | Inconnue                                               |
| 71  | 1984         | New York AO Krete                                      | 4-2                                                    | San Pedro Yugoslavs                                    | Inconnu                                                   | Inconnue                                                       | Inconnue                                               |
| 72  | 1985         | Greek-American AC                                      | 2-1                                                    | St. Louis Kutis SC                                     | Inconnu                                                   | Inconnue                                                       | Inconnue                                               |
| 73  | 1986         | St. Louis Kutis SC (2)                                 | 1–0                                                    | San Pedro Yugoslavs                                    | Inconnu                                                   | Inconnue                                                       | Inconnue                                               |
| 74  | 1987         | Club España                                            | 0-0 (3-2 t. a. b.)                                     | Seattle Mitre Eagles                                   | Inconnu                                                   | Inconnue                                                       | Inconnue                                               |
| 75  | 1988         | St. Louis Busch Seniors                                | 2-1                                                    | Greek-American AC                                      | St. Louis Soccer Park                                     | St. Louis, Missouri                                            | 6 200                                                  |
| 76  | 1989         | St. Petersburg Kickers                                 | 2-1                                                    | Greek American AA                                      | St. Louis Soccer Park                                     | St. Louis, Missouri                                            | 6 200                                                  |
| 77  | 1990         | AAC Eagles                                             | 2-1                                                    | Brooklyn Italians                                      | Kuntz Stadium                                             | Indianapolis, Indiana                                          | 3 116                                                  |
| 78  | 1991         | Brooklyn Italians                                      | 1-0                                                    | Richardson Rockets                                     | Brooklyn College                                          | Brooklyn, New York                                             | 1 500                                                  |
| 79  | 1992         | San Jose Oaks                                          | 2-1                                                    | Bridgeport Vasco da Gama                               | Kuntz Stadium                                             | Indianapolis, Indiana                                          | 2 500                                                  |
| 80  | 1993         | CD Mexico                                              | 5-0                                                    | Philadelphia United German-Hungarians                  | Kuntz Stadium                                             | Indianapolis, Indiana                                          | 3 500                                                  |
| 81  | 1994         | Greek-American AC (2)                                  | 3-0                                                    | Bavarian Leinenkugel                                   | UGH Field                                                 | Oakford, Pennsylvanie                                          | 7 234                                                  |
| 82  | 1995         | Richmond Kickers                                       | 1-1 (4-2 t. a. b.)                                     | El Paso Patriots                                       | SISD Stadium                                              | El Paso, Texas                                                 | 7 378                                                  |
| 83  | 1996         | D.C. United                                            | 3-0                                                    | Rochester Raging Rhinos                                | RFK Stadium                                               | Washington, DC                                                 | 7 234                                                  |
| 84  | 1997         | Dallas Burn                                            | 0-0 (5-3 t. a. b.)                                     | D.C. United                                            | Kuntz Stadium                                             | Indianapolis, Indiana                                          | 9 766                                                  |
| 85  | 1998         | Chicago Fire                                           | 2-1 b.e.o.                                             | Columbus Crew                                          | Soldier Field                                             | Chicago, Illinois                                              | 18 615                                                 |
| 86  | 1999         | Rochester Raging Rhinos                                | 2-0                                                    | Colorado Rapids                                        | Columbus Crew Stadium                                     | Columbus, Ohio                                                 | 4 555                                                  |
| 87  | 2000         | Chicago Fire (2)                                       | 2-1                                                    | Miami Fusion                                           | Soldier Field                                             | Chicago, Illinois                                              | 19 146                                                 |
| 88  | 2001         | Los Angeles Galaxy                                     | 2-1 b.e.o.                                             | New England Revolution                                 | Titan Stadium                                             | Fullerton, Californie                                          | 4 195                                                  |
| 89  | 2002         | Columbus Crew                                          | 1-0                                                    | Los Angeles Galaxy                                     | Columbus Crew Stadium                                     | Columbus, Ohio                                                 | 6 054                                                  |
| 90  | 2003         | Chicago Fire (3)                                       | 1-0                                                    | MetroStars                                             | Giants Stadium                                            | East Rutherford, New Jersey                                    | 5 183                                                  |
| 91  | 2004         | Kansas City Wizards                                    | 1-0 b.e.o.                                             | Chicago Fire                                           | Arrowhead Stadium                                         | Kansas City, Missouri                                          | 8 819                                                  |
| 92  | 2005         | Los Angeles Galaxy (2)                                 | 1-0                                                    | FC Dallas                                              | Home Depot Center                                         | Carson, Californie                                             | 10 000                                                 |
| 93  | 2006         | Chicago Fire (4)                                       | 3-1                                                    | Los Angeles Galaxy                                     | Toyota Park                                               | Bridgeview, Illinois                                           | 8 185                                                  |
| 94  | 2007         | New England Revolution                                 | 3-2                                                    | FC Dallas                                              | Pizza Hut Park                                            | Frisco, Texas                                                  | 10 618                                                 |
| 95  | 2008         | D.C. United (2)                                        | 2-1                                                    | Charleston Battery                                     | RFK Stadium                                               | Washington DC                                                  | 8 212                                                  |
| 96  | 2009         | Seattle Sounders                                       | 2-1                                                    | D.C. United                                            | RFK Stadium                                               | Washington DC                                                  | 17 329                                                 |
| 97  | 2010         | Seattle Sounders (2)                                   | 2-1                                                    | Columbus Crew                                          | Qwest Field                                               | Seattle, Washington                                            | 31 311                                                 |
| 98  | 2011         | Seattle Sounders (3)                                   | 2-0                                                    | Chicago Fire                                           | CenturyLink Field                                         | Seattle, Washington                                            | 35 615                                                 |
| 99  | 2012         | Sporting Kansas City (2)                               | 1-1 (3-2 t. a. b.)                                     | Seattle Sounders                                       | Livestrong Sporting Park                                  | Kansas City, Kansas                                            | 18 873                                                 |
| 100 | 2013         | D.C. United (3)                                        | 1-0                                                    | Real Salt Lake                                         | Rio Tinto Stadium                                         | Sandy, Utah                                                    | 17 608                                                 |
| 101 | 2014         | Seattle Sounders (4)                                   | 3-1 a. p.                                              | Philadelphia Union                                     | PPL Park                                                  | Chester, Pennsylvanie                                          | 15 256                                                 |
| 102 | 2015         | Sporting Kansas City (3)                               | 1-1 (7-6 t. a. b.)                                     | Philadelphia Union                                     | PPL Park                                                  | Chester, Pennsylvanie                                          | 14 463                                                 |
| 103 | 2016         | FC Dallas (2)                                          | 4-2                                                    | New England Revolution                                 | Toyota Stadium                                            | Frisco, Texas                                                  | 16 612                                                 |
| 104 | 2017         | Sporting Kansas City (4)                               | 2-1                                                    | New York Red Bulls                                     | Children's Mercy Park                                     | Kansas City, Kansas                                            | 21 523                                                 |
| 105 | 2018         | Houston Dynamo                                         | 3-0                                                    | Philadelphia Union                                     | BBVA Compass Stadium                                      | Houston, Texas                                                 | 16 060                                                 |
| 106 | 2019         | Atlanta United FC                                      | 2-1                                                    | Minnesota United FC                                    | Mercedes-Benz Stadium                                     | Atlanta, Géorgie                                               | 35 709                                                 |
|     | 2020 et 2021 | Éditions annulées en raison de la pandémie de Covid-19 | Éditions annulées en raison de la pandémie de Covid-19 | Éditions annulées en raison de la pandémie de Covid-19 | Éditions annulées en raison de la pandémie de Covid-19    | Éditions annulées en raison de la pandémie de Covid-19         | Éditions annulées en raison de la pandémie de Covid-19 |
| 107 | 2022         | Orlando City SC                                        | 3-0                                                    | Republic de Sacramento                                 | Exploria Stadium                                          | Orlando, Floride                                               | 25 527                                                 |
| 108 | 2023         | Dynamo de Houston (2)                                  | 2-1                                                    | Inter Miami                                            | Drive Pink Stadium                                        | Fort Lauderdale, Floride                                       | 20 288                                                 |
| 108 | 2024         | Los Angeles FC                                         | 3-1 a. p.                                              | Sporting Kansas City                                   | BMO Stadium                                               | Los Angeles, Californie                                        | 22 214                                                 |

### Palmarès par titre
| Titres | Équipes |
| ------ | --- |
| 5      | Bethlehem Steel FC, Maccabi Los Angeles |
| 4      | Chicago Fire, Fall River Marksmen, Greek American AA, Philadelphia Ukrainians, Seattle Sounders FC, Sporting Kansas City |
| 3      | D.C. United, New York Pancyprian-Freedoms, Stix, Baer and Fuller FC |
| 2      | Brooklyn Hispano, Brooklyn Italians, Elizabeth SC, Greek-American AC, Harmarville Hurricanes, Los Angeles Galaxy, Los Angeles Kickers, New York Americans, St. Louis Kutis, St. Louis Simpkins-Ford, Sparta, FC Dallas |
| 1      | Atlanta United FC, Baltimore SC, Ben Millers, Brookhattan, Brooklyn Field Club, Brooklyn St. Mary's Celtic, Chicago Viking, Columbus Crew SC, Eagles, Eintracht, Club España, Falcons, Fall River Rovers, Gallatin, German Hungarian SC, Krete, Hota SC, Houston Dynamo, Los Angeles FC, McIlvaine Canvasbacks, CD Mexico, Morgan-Strasser, New Bedford Whalers, New England Revolution, New York Hakoah, New York Hungaria, New York Nationals, New York Ukrainians, Orlando City SC, Paterson FC, Pawtucket, Ponta Delgada, Richmond Kickers, Robins Dry Dock, Rochester Rhinos, St. Louis Busch Seniors, Uhrik Truckers, San Francisco IAC, San Jose Oaks, St. Louis Scullin Steel, St. Petersburg Kickers, Shawsheen Indians |

### Palmarès par État
| État            | Titres | Équipes |
| --------------- | ------ | --- |
| New York        | 26     | Greek American AA (4), New York Pancyprian-Freedoms (3), Brooklyn Hispano (2), Brooklyn Italians (2), New York Americans (2), Brookhattan, Brooklyn Field Club, Brooklyn St. Mary's Celtic, SC Eintracht, German Hungarian SC, AO Krete, Hota SC, New York Hakoah, New York Hungaria, New York Nationals, New York Ukrainians, Robins Dry Dock, Rochester Rhinos |
| Californie      | 16     | Maccabi Los Angeles (5), Greek-American AC (2), Los Angeles Galaxy (2), Los Angeles Kickers (2), Los Angeles FC, McIlvaine Canvasbacks, CD Mexico, San Francisco IAC, San Jose Oaks |
| Pennsylvanie    | 14     | Bethlehem Steel FC (5), Philadelphia Ukrainians (4), Harmarville Hurricanes (2), Gallatin, Morgan-Strasser, Uhrik Truckers |
| Missouri        | 12     | Stix, Baer and Fuller (3), St. Louis Kutis (2), St. Louis Simpkins-Ford (2), Ben Millers, St. Louis Busch Seniors, Kansas City Wizards, St. Louis Scullin Steel |
| Illinois        | 9      | Chicago Fire (4), Sparta (2), Chicago Viking, Eagles, Falcons |
| Massachusetts   | 9      | Fall River Marksmen (4), Fall River Rovers, New Bedford Whalers, New England Revolution, Ponta Delgada, Shawsheen Indians |
| Washington      | 4      | Seattle Sounders FC (4) |
| Washington D.C. | 4      | D.C. United (3), Club España |
| New Jersey      | 3      | Elizabeth SC (2), Paterson FC |
| Kansas          | 3      | Sporting Kansas City (3) |
| Texas           | 3      | FC Dallas (2), Houston Dynamo |
| Floride         | 2      | St. Petersburg Kickers, Orlando City SC |
| Rhode Island    | 1      | Pawtucket FC |
| Maryland        | 1      | Baltimore SC |
| Ohio            | 1      | Columbus Crew |
| Virginie        | 1      | Richmond Kickers |
| Géorgie         | 1      | Atlanta United FC |

### Bilan depuis 1996 et l'ère MLS
| Club                                 | Victoires | Années                 |
| Sporting de Kansas City              | 4         | 2004, 2012, 2015, 2017 |
| Sounders de Seattle                  | 4         | 2009, 2010, 2011, 2014 |
| Fire de Chicago                      | 4         | 1998, 2000, 2003, 2006 |
| D.C. United                          | 3         | 1996, 2008, 2013       |
| Galaxy de Los Angeles                | 2         | 2001, 2005             |
| FC Dallas                            | 2         | 1997, 2016             |
| Dynamo de Houston                    | 2         | 2018, 2023             |
| Rhinos de Rochester                  | 1         | 1999                   |
| Crew de Columbus                     | 1         | 2002                   |
| Revolution de la Nouvelle-Angleterre | 1         | 2007                   |
| Atlanta United FC                    | 1         | 2019                   |
| Orlando City SC                      | 1         | 2022                   |
| Los Angeles FC                       | 1         | 2024                   |